# Pimenee
Pimenee è l'album di debutto della cantante finlandese Katariina Hänninen, pubblicato il 1º giugno 2005 su etichetta discografica Mediamusiikki.

## Tracce
1. Polvistukaa – 2:52
2. Pimenee – 3:29
3. Sateeseen – 3:29
4. Kuolematon – 4:09
5. Mua se kuuntelee – 4:05
6. Ei kenenkään – 3:26
7. Raakaa tunnelmaa – 3:23
8. Paha tuuli – 3:21
9. Sinun tavalla – 3:52
10. Soditaan – 3:02
11. Liian kylmää – 3:37

## Classifiche
| Classifica (2005) | Posizione massima |
| ----------------- | ----------------- |
| Finlandia         | 33                |